# Aírton Pavilhão
Aírton Ferreira da Silva, detto Aírton Pavilhão (Porto Alegre, 31 ottobre 1934 – Porto Alegre, 3 aprile 2012), è stato un calciatore brasiliano, di ruolo difensore.
È scomparso nel 2012 all'età di 77 anni a seguito di un'infezione generalizzata.

## Caratteristiche tecniche
Giocava come difensore, ricoprendo il ruolo di centrale. Era considerato un giocatore molto abile nel controllo dell'area di rigore, interpretando il gioco in maniera corretta, commettendo raramente falli. Era inoltre dotato di un'abilità tecnica superiore alla norma dei difensori dell'epoca.

## Carriera

### Club
Crebbe calcisticamente nel Força e Luz di Porto Alegre, club di una certa rilevanza nel calcio del Rio Grande do Sul; il 23 giugno 1954 fu acquistato dal Grêmio. Da questa transizione ebbe origine anche il suo soprannome: difatti, come parziale pagamento del prezzo richiesto dal Força e Luz, la società del Grêmio cedette un padiglione (in lingua portoghese, pavilhão). Il 1º agosto del 1954 Aírton debuttò in un incontro ufficiale con la casacca gremista: l'avversario fu il Cruzeiro-RS, e la competizione il Campionato di Porto Alegre. Con la nuova squadra il difensore costruì la propria fama, divenendo stabilmente titolare e affermandosi come uno dei migliori in assoluto nel suo ruolo. Ai successi personali si affiancarono quelli del club: il Grêmio conquistò per cinque volte consecutive il campionato cittadino e quello statale, per un totale di dieci titoli in cinque stagioni. Nel 1960 ebbe una breve esperienza al Santos, ma ben presto fece ritorno al Grêmio. Tornato alla società di partenza, Aírton visse nuovamente un periodo positivo, assommando ai suoi già numerosi trofei altri sei campionati del Rio Grande do Sul. La sua ultima partita con il Grêmio fu la gara con il Perdigão del 5 novembre 1967. Successivamente giocò per Cruzeiro-RS e Cruz Alta, ritirandosi nel 1971. Durante la sua carriera ha raccolto oltre 700 presenze.

### Nazionale
Fu tra i giocatori che Teté, nominato dalla CBD commissario tecnico della Nazionale, incluse nella lista dei convocati per il Campionato Panamericano 1956. Durante tale competizione, però, non fu mai schierato. Giocò invece da titolare la successiva edizione del torneo, nel 1960. Debuttò dunque il 6 marzo contro il Messico, giocando tutta la partita; stessa cosa con la Costa Rica quattro giorni dopo. Il 13 marzo, a causa dell'assenza di Ênio Rodrigues, Aírton fu nominato capitano della squadra che affrontò l'Argentina, uscendone sconfitta per 2-1. Aírton mantenne poi la fascia per i successivi incontri con Messico, Costa Rica e Argentina del 15, 17 e 20 marzo.

## Palmarès

### Club
- Campionato di Porto Alegre: 5

Grêmio: 1956, 1957, 1958, 1959, 1960
- Campionato Gaúcho: 11

Grêmio: 1956, 1957, 1958, 1959, 1960, 1962, 1963, 1964, 1965, 1966, 1967

### Nazionale
- Campionato Panamericano: 1

1956